# Монбуайе
Монбуайе́ (фр. Montboyer) — коммуна во Франции, находится в регионе Пуату — Шаранта. Департамент — Шаранта. Входит в состав кантона Шале. Округ коммуны — Ангулем.
Код INSEE коммуны — 16222.
Коммуна расположена приблизительно в 430 км к юго-западу от Парижа, в 145 км южнее Пуатье, в 37 км к югу от Ангулема.

## Население
Население коммуны на 2008 год составляло 411 человек.
| 1962 | 1968 | 1975 | 1982 | 1990 | 1999 | 2008 |
| ---- | ---- | ---- | ---- | ---- | ---- | ---- |
| 664  | 595  | 538  | 489  | 440  | 414  | 411  |

## Экономика
В 2007 году среди 238 человек в трудоспособном возрасте (15—64 лет) 154 были экономически активными, 84 — неактивными (показатель активности — 64,7 %, в 1999 году было 65,2 %). Из 154 активных работали 144 человека (77 мужчин и 67 женщин), безработных было 10 (5 мужчин и 5 женщин). Среди 84 неактивных 20 человек были учениками или студентами, 24 — пенсионерами, 40 были неактивными по другим причинам.

## Достопримечательности
- Приходская церковь Сен-Венсан (XVIII век)
  - Статуя «Мадонна с младенцем» (XVIII век). Высота скульптуры — 90 см, дерево, позолота. Исторический памятник с 1975 года[3]
  - Бронзовый колокол (1607 год). Диаметр — 110 см, высота — 95 см. На колоколе выгравирована надпись: + IHS MA SOT NOMEN DNI BENEDICTUM, A FULGURE ET TEMPESTADE LIBERA NOS DRE. JE SUIS REFONDUE +PARLES HABITANTS CATHOLIQUES DE S. VINCENS DE MONBOUYER. JAC NOMPARD DE CAUMONT SR ET B. DES BARONNIES, TERRES ET SRIES DE LA FORCE, TMASDURAUD, CASTIN, LES MIRANDES, CASTELMORON, THOUNENS, DES VISAGNE, MONTPAYLHAN, +MAGERIZ ET MONTBEUYER ; 1607. Исторический памятник с 1944 года[4]
  - Алтарь, дарохранительница (XVII век). Высота — 220 см, длина — 275 см. Исторический памятник с 1975 года[5]

## Фотогалерея
- Церковь Сен-Венсан
- Алтарь церкви Сен-Венсан
- «Мадонна с младенцем»
- Военный мемориал